# Матрица сдвига
Ма́трица сдви́га (также сдви́говая ма́трица) — бинарная матрица с единицами только на главных наддиагонали или поддиагонали и нулями в остальных местах. Сдвиговая матрица U с единицами на наддиагонали называется верхне-сдвиговой матрицей. Соответствующая поддиагональная матрица L называется нижне-сдвиговой матрицей. Компоненты матриц U и L с индексами (i, j) имеют вид
{\displaystyle U_{ij}=\delta _{i+1,j},\quad L_{ij}=\delta _{i,j+1},}
где {\displaystyle \delta _{ij}} — дельта-символ Кронекера.
Например, сдвиговая 5×5-матрица
{\displaystyle U_{5}={\begin{pmatrix}0&1&0&0&0\\0&0&1&0&0\\0&0&0&1&0\\0&0&0&0&1\\0&0&0&0&0\end{pmatrix}}\quad L_{5}={\begin{pmatrix}0&0&0&0&0\\1&0&0&0&0\\0&1&0&0&0\\0&0&1&0&0\\0&0&0&1&0\end{pmatrix}}.}
Очевидно, при транспонировании нижне-сдвиговой матрицы получается верхне-сдвиговая матрица, и наоборот. Умножение слева произвольной матрицы A на нижне-сдвиговую матрицу приводит к сдвигу элементов матрицы A вниз на одну позицию, причём верхняя строчка результирующей матрицы заполняется нулями. Умножение справа произвольной матрицы A на нижне-сдвиговую матрицу приводит к сдвигу влево на одну позицию с заполнением нулями правого столбца. Аналогичные операции с участием верхне-сдвиговой матрицы приводят к противоположным сдвигам.
Все сдвиговые матрицы нильпотентны: сдвиговая n×n-матрица S в степени, равной её размерности n, равна нулевой матрице.

## Свойства
Пусть L и U — n×n-матрицы сдвига, нижняя и верхняя, соответственно. Следующие свойства верны для обеих матриц U и L (поэтому приведём их только для U):
- Определитель det(U) = 0 (вырожденность);
- След tr(U) = 0;
- Ранг rank(U) = n − 1
- Характеристический многочлен матрицы U имеет вид:

{\displaystyle p_{U}(\lambda )=(-1)^{n}\lambda ^{n}.}
- Un = 0 (нильпотентность). Это свойство следует из предыдущего по теореме Гамильтона — Кэли.

- Перманент per(U) = 0.

Следующие свойства показывают, как матрицы U и L связаны между собой:
- LT = U; UT = L.

- Ядра матриц U и L:

{\displaystyle \operatorname {ker} (U)=\operatorname {span} \{(1,0,\ldots ,0)^{T}\},}
{\displaystyle \operatorname {ker} (L)=\operatorname {span} \{(0,\ldots ,0,1)^{T}\}.}
- Спектр матриц U и L нулевой (т.е. они имеют единственное собственное значение, и оно равно нулю): {\displaystyle \{0\}}. Алгебраическая кратность этого нуля равна n, а его геометрическая кратность равна 1. Из выражений для ядер следует, что единственный (с точностью до масштабирования) собственный вектор матрицы U имеет вид {\displaystyle (1,0,\ldots ,0)^{T},} а единственный собственный вектор матрицы L имеет вид {\displaystyle (0,\ldots ,0,1)^{T}.}

- Для произведений LU и UL имеем:

{\displaystyle UL=I-\operatorname {diag} (0,\ldots ,0,1),}
{\displaystyle LU=I-\operatorname {diag} (1,0,\ldots ,0).}
Обе эти матрицы идемпотентны, симметричны и имеют то же ранг, что и U и L.
- Ln − aUn − a + LaUa = Un − aLn − a + UaLa = I (единичная матрица), для любого целого a от 0 до n включительно.

## Примеры
{\displaystyle S={\begin{pmatrix}0&0&0&0&0\\1&0&0&0&0\\0&1&0&0&0\\0&0&1&0&0\\0&0&0&1&0\end{pmatrix}};\quad A={\begin{pmatrix}1&1&1&1&1\\1&2&2&2&1\\1&2&3&2&1\\1&2&2&2&1\\1&1&1&1&1\end{pmatrix}}.}

Тогда: {\displaystyle SA={\begin{pmatrix}0&0&0&0&0\\1&1&1&1&1\\1&2&2&2&1\\1&2&3&2&1\\1&2&2&2&1\end{pmatrix}};\quad AS={\begin{pmatrix}1&1&1&1&0\\2&2&2&1&0\\2&3&2&1&0\\2&2&2&1&0\\1&1&1&1&0\end{pmatrix}}.}

Очевидно, существует много различных перестановок. Например, матрица {\displaystyle S^{T}AS} соответствует сдвигу матрицы A вверх и влево вдоль главной диагонали.
{\displaystyle S^{T}AS={\begin{pmatrix}2&2&2&1&0\\2&3&2&1&0\\2&2&2&1&0\\1&1&1&1&0\\0&0&0&0&0\end{pmatrix}}.}